# Aphaenogaster senilis
Aphaenogaster senilis är en myrart som beskrevs av Mayr 1853. Aphaenogaster senilis ingår i släktet Aphaenogaster och familjen myror.

## Underarter
Arten delas in i följande underarter:
- A. s. disjuncta
- A. s. grata
- A. s. occidua
- A. s. senilis